# Heilig (Carl Philipp Emanuel Bach)

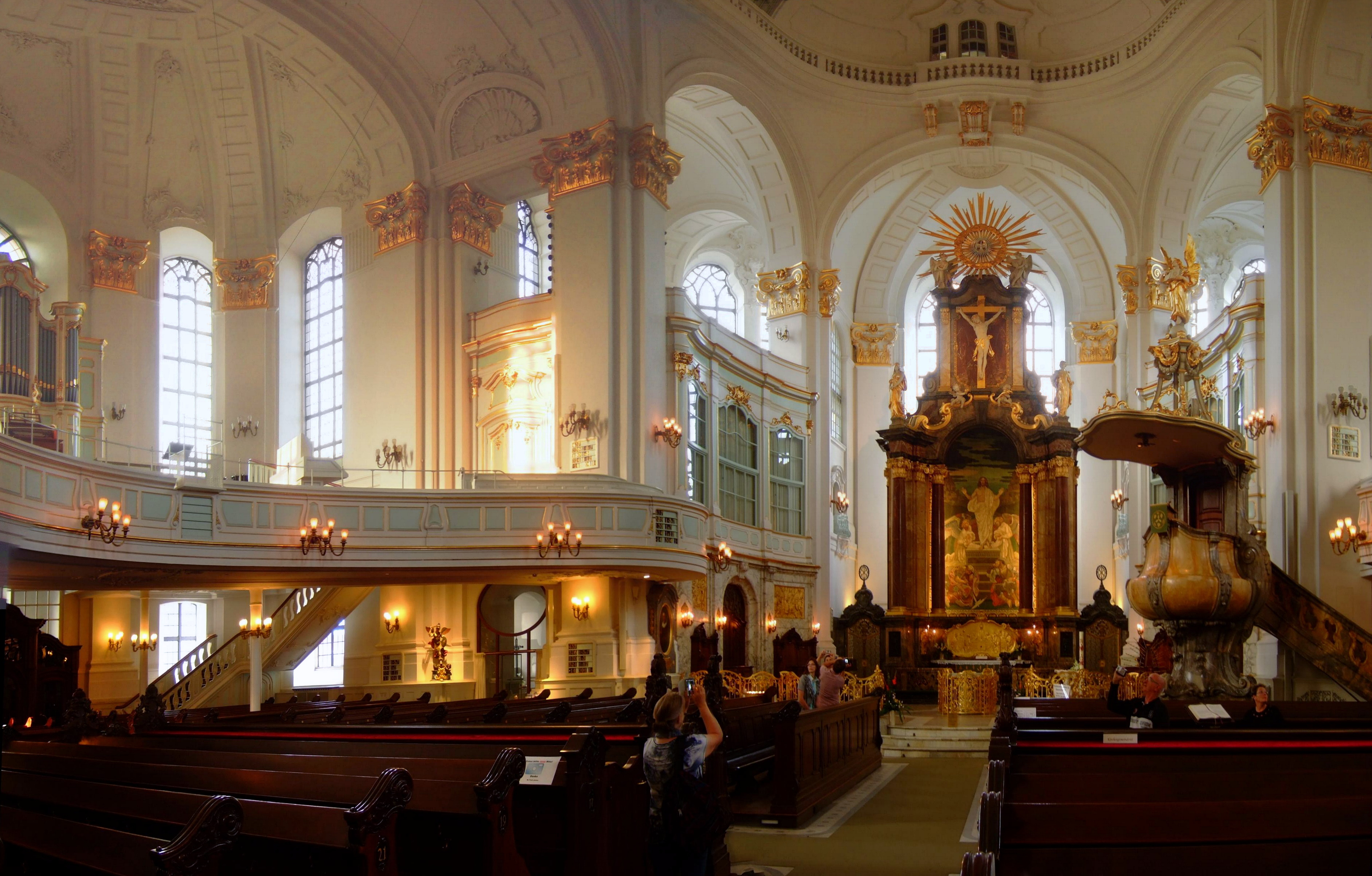
Innenraum der St. Michaeliskirche Hamburg

Heilig (Wq 217, H 778) ist eine Kantate von Carl Philipp Emanuel Bach, für Altsolo, Doppelchor und zwei Orchester. Das Werk wurde im Jahr 1776 komponiert und in der Michaeliskirche in Hamburg aufgeführt.

## Geschichte
Traditionell wurde am 29. September, dem Gedenktag des Erzengels Michael und aller Engel, die Gottesdienstmusik in Hamburg, wo Carl Philipp Emanuel Bach seit 1768 als städtischer Musikdirektor amtierte, besonders reichhaltig ausgestaltet. Im „Hamburgischen Correspondenten“ vom 25. Oktober 1776 heißt es dazu: „Die vor einigen Sonntagen in unseren Hauptkirchen aufgeführte vortreffliche Michaelismusik unseres würdigen Kapellmeisters Bach hat unter anderem ein meisterhaftes Doppelchor der Engel und Völker, die das „Heilig, heilig, heilig“ singen. Morgen am Sonnabend und übermorgen am Sonntage wird dieses Doppelchor in der großen Michaeliskirche so aufgeführt werden, daß der Chor der Engel von der Höhe über dem Kirchen-Saal, und der Chor der Völker an der Orgel... gesungen werden wird.“
Textgrundlage des Werkes ist die deutsche Fassung des Sanctus, aus der Berufungsvision des Propheten Jesaja: „Heilig, heilig, heilig ist Gott der Herr Zebaoth“ (Jes 6,3 ). Der Chor der Engel beginnt mit einem Piano-Einsatz aus der Höhe, gleichsam am Himmel, nur durch Streicher begleitet. Der Chor der Völker antwortet im Forte, mit Verstärkung durch Oboen, Fagott, Orgel, Trompeten und Pauken. Die Fortsetzung des Bibelverses „Alle Lande sind seiner Ehre voll“ ist als kunstvolle abschließende Fuge komponiert, mit der alten gregorianischen Melodie „Herr Gott, dich loben wir“ (Martin Luthers deutsches Te Deum) als Cantus firmus. Die einleitende Ariette „Herr, wert, daß Scharen der Engel dir dienen“ scheint Bach erst für die Drucklegung im Jahre 1779 hinzugefügt zu haben.
Der außerordentliche künstlerische Erfolg des Werkes war von Anfang an unumstritten. Auch der Komponist war sich dessen bewusst. 1776 schreibt er an den Verleger Breitkopf:

„Hier habe ich den meisten und kühnsten Fleiß bewiesen zu einer guten Ausnahme. Dieses Heilig ist ein Versuch, durch ganz natürliche Fortschreitungen weit stärkere Aufmerksamkeit und Empfindung zu erregen, als man mit aller ängstlicher Chromatik nicht im Stande ist zu thun. Es soll mein Schwanenlied von dieser Art seyn, und dazu dienen, daß man meiner nach meinem Tod nicht zu bald vergeßen möge.“

## Quelle
Klaus Hofmann in: Carl Philipp Emanuel Bach: Vokalwerke. Rheinische Kantorei, Das Kleine Konzert. Dirigent: Hermann Max. Capriccio 10208, 1988